# Mărcuș
Mărcuș – wieś w Rumunii, w okręgu Covasna, w gminie Dobârlău. W 2011 roku liczyła 422 mieszkańców.